# 774
774 (DCCLXXIV) fue un año común comenzado en sábado del calendario juliano, en vigor en aquella fecha.

## Acontecimientos
- Silo de Asturias accede al trono y traslada la capital del Reino a Pravia. El joven Alfonso sigue siendo considerado inmaduro.
- Carlomagno vence a Desiderio, último rey de Lombardía y se adueña de sus títulos y sus territorios.
- Carlomagno conquista Córcega.

## Fallecimientos
- Aurelio, rey de Asturias.